# Abies nephrolepis
Sapin de Khinghan
Espèce
Statut de conservation UICN

 LC  : Préoccupation mineure
Abies nephrolepis est une espèce d'arbre de la famille des Pinaceae.